# 長野剛
長野 剛（ながの つよし、1961年 - ）は、日本のイラストレーター。東京都出身。日本大学芸術学部卒。東京イラストレーターズ・ソサエティ会員。フリーランス。

## 概要
日本大学芸術学部美術学科（油彩科）卒業。デザイン事務所やグラフィックデザイナーの活動を経て、1988年からフリーのイラストレーターとして開業。
書籍やゲームのパッケージイラストを中心に、一切CGは使用せずに油絵具を使用した、リアルで迫力ある人物を描く。コーエーテクモゲームスのゲームパッケージイラストや『スター・ウォーズ』シリーズ小説の表紙イラスト等で知られているが、それ以外にも『YAWARA!』文庫版表紙イラストなど様々なジャンルのイラストを手掛けている。
『スター・ウォーズ』小説のイラストは、英語公式サイトでも数多く使用されるなど、海外でも評価が高い。
2008年以降から、原画の個展も開催している。

## 主なアートワーク
- ゲームパッケージイラスト
  - 信長の野望シリーズ‐『将星録』から『天道』まで
  - 三國志シリーズ‐『三國志V』及び『三國志VII』から『三國志12』まで
  - 太閤立志伝シリーズ‐『太閤立志伝III』以降
  - 水滸伝・天導一〇八星
- 「週刊ビジュアル三国志」表紙イラスト
- ディメンション・ゼロ カードイラスト
- 三国志大戦シリーズ　カードイラスト（三国志大戦3 R趙雲）
- テンペスト（池上永一）
- 自衛隊三国志（吉田親司、半村良）表紙カバーイラスト
- 史上最強カラー図解 三国志のすべてがわかる本（渡邉義浩）カバーイラスト
- 映画『新解釈・三國志』ポスター[1]

ほか多数

## イラスト集
- 『信長』『三國志』からSF世界まで 長野剛 人物イラストレーションワークス（2006年、コーエー）ISBN 978-4-77-580433-9
- 三国志 英傑イラスト集（2006年、世界文化社）ISBN ISBN 978-4-41-806121-1
- 長野剛の世界―歴史人物イラストレーションズ（2012年、新人物往来社）ISBN 978-4-40-403656-8
- 大人の塗り絵 戦国武将編（2019年、河出書房新社）ISBN 978-4-30-971959-7
- 武将を描く 戦国・三国志+天使（2019年、ホビージャパン）ISBN 978-4-79-861952-1